# アタック・ナンバーハーフ2 全員集合!
『アタック・ナンバーハーフ2 全員集合!』（アタック・ナンバーハーフ2 ぜんいんしゅうごう、原題：สตรีเหล็ก 2）は、タイの映画。

## キャスト
- チャイチャーン・ニムプーンサワット（ジュン）
- ジェッダーポーン・ポンディー（チャイ）
- サハーパープ・ウィーラカーミン（モン）
- ゴッゴーン・ベンジャーティグーン（ピア）
- ジョージョー・マイオークチィ（ノン）
- アピチェート・ウォンカウィー（ウィット）
- シリタナー・ホンソーポン（ビー監督）